# ロジャー・メイソン
ロジャー・メイソン（Roger Philip Mason, Jr., 1980年9月10日 - ）はアメリカ合衆国ワシントンD.C.出身のバスケットボール選手。ポジションはガード。196cm、93cm。元NBA選手会副会長。

## 経歴
バージニア大学に3シーズン在籍した後、2002年のNBAドラフトでシカゴ・ブルズから全体31位で指名されNBA入りした。1年目に肩の手術を行った為、ブルズでは20試合の出場に留まり、2年目の2003-04シーズン途中にリック・ブランソンと交換でトロント・ラプターズへ放出される。3年目のシーズンも開幕ロスターに入ったが、2004年12月に解雇された。
その後、2005年1月にギリシャリーグのオリンピアコスBCと契約し、翌シーズンはイスラエルリーグのハポエル・エルサレムBCでプレイした。2006年9月にワシントン・ウィザーズと契約しNBAに復帰した。
2008-2009シーズンよりサンアントニオ・スパーズに移籍。主力選手に怪我人が続出した穴を埋める活躍を序盤戦で見せた。レギュラーのエマニュエル・ジノビリが故障がちであった為､後半戦もスターターとして出場する機会も多く平均11.8得点､3.1リバウンド､2.1アシストと自己最高の成績を残しチームの地区優勝に大きく貢献した｡チームの危機を勝負強いシュート力でたびたび救い期待以上の活躍を見せた。
2010年8月にニューヨーク・ニックスに移籍後、翌年ワシントン・ウィザーズに戻った。
2012年8月3日、ニューオーリンズ・ホーネッツと契約を交わした。
2013年9月27日、マイアミ・ヒートに移籍。
2014年2月20日、 サクラメント・キングスに放出され、即解雇された。以降は契約するチームもなく引退状態となり、NBA選手会副会長職に専念している。

## プレースタイル
ガードの選手としては平均以上のシュートレンジ、得点能力を誇っている。反面アシスト能力は一試合平均2以下であり､平均よりかなり下のランクである。